# Harold R. Stark

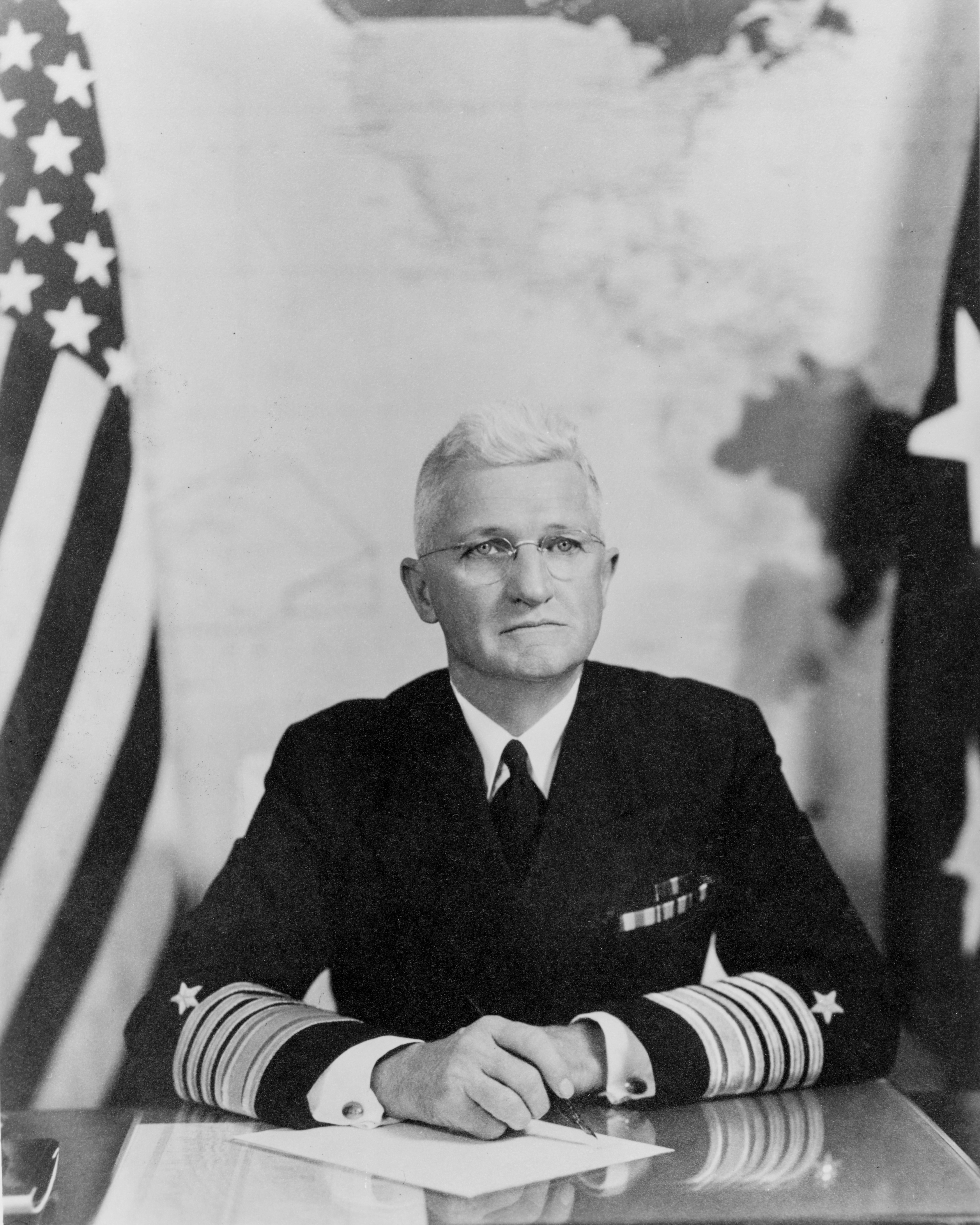
Almirante Harold R. Stark

Harold Rainsford Stark (12 de noviembre de 1880 – 20 de agosto de 1972) fue un almirante de la Armada de los Estados Unidos.

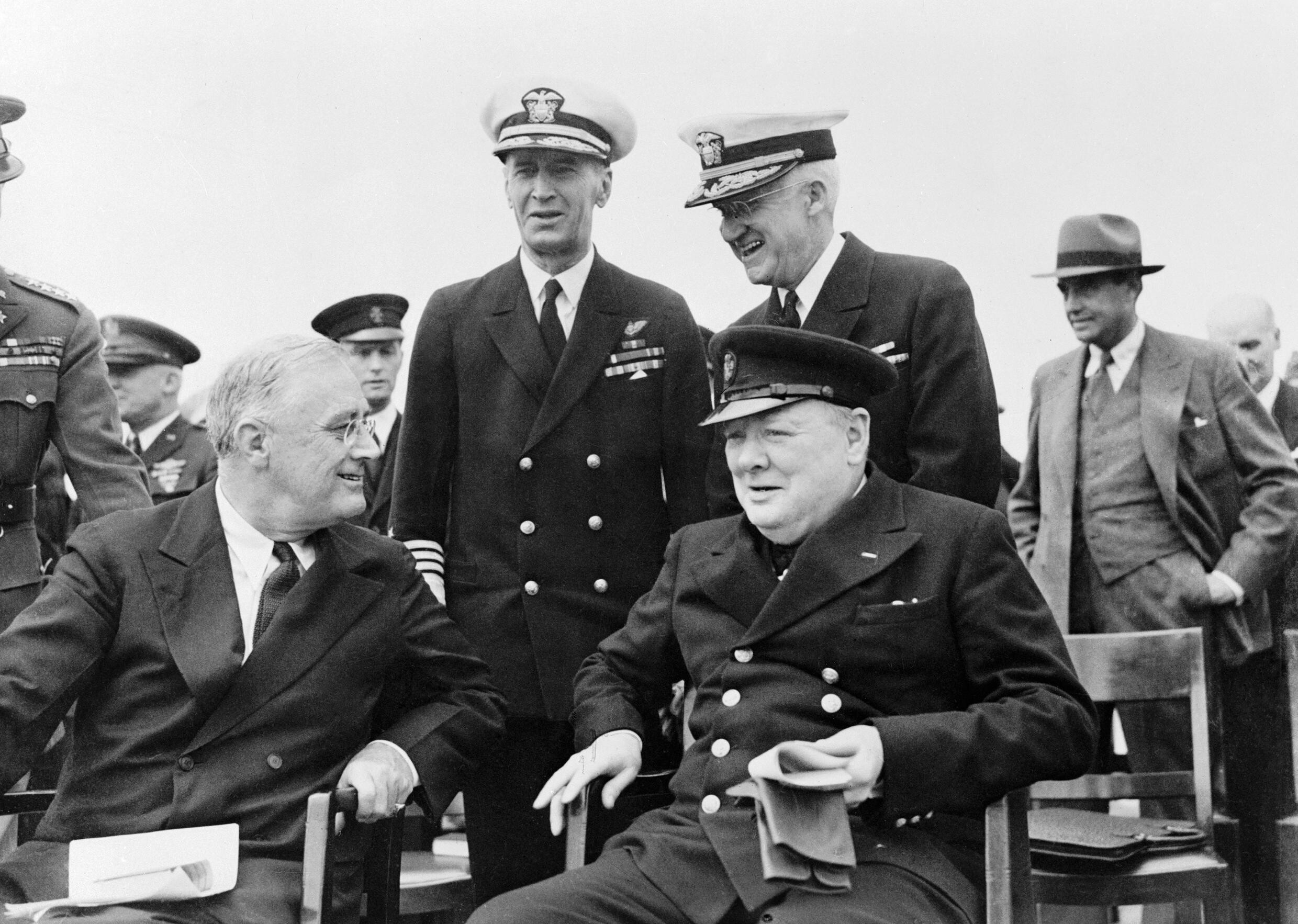
El almirante Stark (de pie, detrás de Churchill, sentado a la derecha y Roosevelt a la izquierda) en la cumbre de la Carta del Atlántico.

Fue el Jefe de Operaciones Navales entre agosto de 1939 y marzo de 1942 por lo que era el máximo responsable de la Armada norteamericana cuando se produjo el ataque a Pearl Harbor. Por eso su actuación fue y sigue siendo muy controvertida. Antes de que se produjera el ataque había informado al presidente Franklin D. Roosevelt de que los Estados Unidos aún no estaban preparados para la guerra, valoración que era compartida por el jefe de Estado Mayor del Ejército, el general George Marshall. Por otro lado, durante su estancia en el cargo escribió el informe estratégico conocido con el nombre de «Plan Dog» que determinó la política de Alemania primero desarrollada por Estados Unidos y por Gran Bretaña durante la Segunda Guerra Mundial. Estuvo presente en la reunión que mantuvieron Roosevelt y Churchill en agosto de 1941 en la que se firmó la Carta del Atlántico.
Después de ocupar la jefatura de las Operaciones Navales, fue enviado a Londres como comandante en jefe de las Fuerzas Navales Estadounidenses en Europa, por lo que supervisó las operaciones del desembarco de Normandía de junio de 1944. En 1946, un año después del final de la Segunda Guerra Mundial, se jubiló de la Armada, sin que la polémica sobre su actuación en las semanas previas al ataque a Pearl Harbor amainara.